# چیریبیری
چیریبیری (انگلیسی: Chiribiri) شرکت خودروسازی ایتالیایی است، که در سال ۱۹۱۰ تأسیس شد.